# Domenico Fortunato
Domenico Fortunato, né le 26 octobre 1962 à Tarente, est un acteur et réalisateur italien.

## Biographie
En 2021, Domenico Fortunato écrit et réalise son deuxième long métrage Bentornato papà (it).

## Filmographie

### Comme acteur

#### Cinéma
- 1990 : Il male oscuro de Mario Monicelli
- 1990 : Oublier Palerme de Francesco Rosi
- 1994 : 18000 giorni fa de Gabriella Gabrielli
- 2002 : Assassini dei giorni di festa de Damiano Damiani
- 2015 : 007 Spectre (Spectre) de Sam Mendes : Gallo, l'associé de Sciarra à Mexico (prégénérique)
- 2020 : All You Ever Wished For de Barry Morrow
- 2021 : L'Étau de Munich (Munich: The Edge of War) de Christian Schwochow : Benito Mussolini
- 2021 : Bentornato papà (it) de lui-même : Franco
- 2022 : Palazzina LAF de Michele Riondino
- 2023 : Ferrari de Michael Mann

#### Télévision
- 1991 : Se non avessi l'amore (it) de Leandro Castellani
- 2001 : Le ali della vita 2 (it) de Stefano Reali
- 2005 : Police maritime d'Alfredo Peyretti et Vittorio De Sisti
- 2006 : Un sacré détective (Don Matteo 5) d'Elisabetta Marchetti (épisode Le elezioni del cuore)

### Comme réalisateur
- 2018 : Wine to Love - I colori dell'amore (it)
- 2021 : Bentornato papà (it) (aussi scénariste)

## Récompenses et distinctions
- (en) Domenico Fortunato: Awards, sur l'Internet Movie Database